# クリスティン・インゴルフスドッティル
クリスティン・インゴルフスドッティル（アイスランド語: Kristín Ingólfsdóttir）は、アイスランドの薬学者。2005年よりアイスランド大学の学長を務めている。専門分野や天然物化学。アイスランド癌協会の学術会議議長。アイスランド医薬品庁の医薬品評議員として欧州医薬品審査庁 (EMEA) のアイスランド代表も務める。

## 略歴
1978年アイスランド大学薬学部を卒業し、1983年ロンドン大学キングス・カレッジで薬学の博士課程を修了した。同年、アイスランド大学薬学部の研究員となり、1988年より助教授、1997年より教授となっている。100年以上の歴史を持つアイスランド大学であるが、女性の学長は彼女が初めてである。